# Gioacchino Besozzi
Pour les articles homonymes, voir Besozzi.
Gioacchino Besozzi, né le 23 décembre 1679 à Milan, alors capitale du duché de Milan, et mort le 18 juin 1755 à Tivoli, est un cardinal italien du XVIIIe siècle.

## Biographie
Gioacchino Besozzi est membre de l'ordre des Cisterciens.
Le pape Benoît XIV le crée cardinal lors du consistoire du 9 septembre 1743. Il est Grand pénitencier de 1747 jusqu'à sa mort.

### Sources
- Fiche du cardinal Gioacchino Besozzi sur le site fiu.edu